# Fèlix Cucurull
Fèlix Cucurull auch Fèlix Cucurull i Tey (* 12. Januar 1919 in Arenys de Mar, Katalonien; † 4. Februar 1996 ebenda) war ein spanischer Autor, Historiker und Politiker.

## Leben
1936 wurde Cucurull vom Estat Català angestellt und wurde in seiner Heimat Maresme für die Propaganda zuständig. 1938 meldete er sich in der republikanischen Armee und wurde in Valencia bei dem Exèrcit de Llevant eingesetzt. Er arbeitete dort bei der Kulturmiliz. Nach dem Ende des Spanischen Bürgerkrieges war er Mitglied des Front Nacional de Catalunya (FNC) und dessen Vorstands bis zum Jahre 1968. In diesen Jahrzehnten widmete er sich der Dichtung und schrieb Erzählungen sowie Werke über die Iberische Halbinsel und Katalonien. Ferner schrieb er Beiträge für Zeitschriften und Zeitungen wie Tele-Estel, Serra d’Or oder Avui.
In den letzten Jahren der Franco-Diktatur und den Jahren nach Francos Tod schloss er sich verschiedenen katalanischen, politischen Gruppierungen an und kandidierte bei den Wahlen zum spanischen Parlament des Jahres 1979, jedoch ohne Erfolg. Die Jahre bis zu seinem Tod arbeitete er für die Demokratie, die Kultur und die Unabhängigkeit seiner Heimat von Spanien.

## Auszeichnungen
- 1935: Jocs florals in Barcelona.
- 1979: Mitglied der Akademie der Wissenschaften von Lissabon für sein Buch Dos pobles ibèrics.
- 1980: Wichtige Person der Kultur des Jahres geehrt durch die União Brasileira de Escritores.
- 1985: Creu-de-Sant-Jordi-Preis der Generalitat de Catalunya.

## Veröffentlichungen
- Vida terrena, Gedichte. 1948; Neuauflage: 1977.
- L'últim combat, Erzählung. 1954.
- El temps que se’ns escapa, Gedichte. 1959.

politische Bücher
- Dos pobles ibèrics. 1967.
- Orígens i evolució del federalisme català. 1970.
- Panoràmica del nacionalisme català. 1975.
- Catalunya republicana i autònoma (1931–1936). Edicions de la Magrana, Barcelona 1984, ISBN 84-7410-154-9.